# El Grande
El Grande es un juego de mesa de estilo alemán para 2-5 jugadores, diseñado por Wolfgang Kramer y Richard Ulrich y publicado en 1995 por Hans im Glück. El tablero representa la España renacentista, donde la nobleza (los Grandes) lucha por el control de las nueve regiones que presenta el tablero. El Grande fue elogiado por su mecanismo de control de áreas y recibió el premio Spiel des Jahres y el Deutscher Spiele Preis en 1996. Tras su lanzamiento, se publicaron varias expansiones y una versión alternativa.

## Sistema de juego
El juego se desarrolla en nueve rondas. No hay dados y los jugadores tienen la posibilidad de influir en el orden de los turnos. El juego original cuenta con varias cartas de acción que se giran en cada turno, lo que constituye la única fuente de aleatoriedad. Sin embargo, la influencia de esta suerte es mínima, ya que estas cartas están potencialmente disponibles para cualquier jugador.
Cada jugador comienza la partida con una mano de cartas idénticas (numeradas del 1 al 13). Estas cartas se usan para determinar el orden de turno. La persona que juega la carta más alta elige primero su carta de acción, pero cada jugador solo puede usar cada carta una vez por partida. Durante cada turno, los jugadores toman caballeros y ejecutan una carta de acción, que incluye dos acciones, una acción especial y la colocación de caballeros. Durante tres de las nueve rondas se realiza un cálculo de la puntuación, que implica que los jugadores elijan regiones secretas, puntúen el castillo (una torre donde se colocan los caballeros), muevan caballeros del castillo a regiones secretas y puntúen otras regiones individuales. El principal desafío del juego es controlar los numerosos factores que determinan el equilibrio de poder en las regiones y el marcador de puntuación.

## Recepción
Tras su lanzamiento, el sistema de control de área del juego recibió elogios y Geoffrey Engelstein, en su artículo «Building Blocks of Tabletop Game Design», lo describió como «un elegante ejemplo de la sensibilidad del diseño europeo aplicada a los juegos de conflicto de estilo estadounidense». Christian T. Petersen comentó: «El Grande me mostró la sorprendente profundidad que se podía lograr al interconectar mecanismos simples, el principio fundamental de la escuela de diseño alemana». Mikko Saari, también elogió la rejugabilidad y los componentes del juego, pero criticó su escalabilidad por debajo de cuatro jugadores. La web especializada Dicebreaker también lo calificó como «un clásico galardonado y de eficacia probada". Opiniones similares expresaron los críticos de los portales polacos Polter y GamesFanatic.
El juego recibió el premio Spiel des Jahres en 1996. El jurado elogió la estrategia, la jugabilidad «claramente estructurada», el diseño del tablero de juego por la artista Doris Matthäus y las reglas bien explicadas a pesar de su complejidad, concluyendo que «los dos autores han logrado un éxito impresionante al integrar todo esto en un todo armonioso». El jurado comentó que, «a pesar de algunos elementos de suerte, se enfatiza el control del jugador, aunque el juego despliega plenamente sus cualidades tácticas cuando lo juegan dos jugadores»; no obstante, la comunidad de jugadores de BoardGameGeek recomienda jugar partidas de tres o más participantes, decantándose sobre todo por la opción a cinco jugadores.  Stewart Woods, en «Eurogames: The Design, Culture and Play of Modern European Board Games», lo describió como «relativamente complejo en comparación con otros ganadores del  Spiel des Jahres». El Grande también ganó el Deutscher Spiele Preis de 1996.
En 2025 accedió al salón de la fama de BoardGameGeek como uno de sus veinticinco primeros juegos seleccionados 

## Expansiones
Tras el lanzamiento de El Grande se publicaron varias expansiones. Konig & Intrigant, de 1997, reemplazó varias cartas de acción y poder. También se lanzó ese mismo año Grand Inquisitor & Colonies, que añadió varias regiones a las del juego básico. Posteriormente se publicó la expansión Grandissimo, que añadió nuevas cartas de acción. En 1998, se lanzó El Caballero, basado en El Grande, al que el jurado del Spiel des Jahres describió como «un juego de colocación independiente y atractivo».